# Filip Dimitrov
Filip Dimitrov Dimitrov (en bulgare: Филип Димитров Димитров), né le 31 mars 1955 à Sofia, est un diplomate et homme politique bulgare. Il est premier ministre de Bulgarie de novembre 1991 à décembre 1992.

## Carrière
Il est nommé premier ministre après la victoire aux élections législatives d'octobre 1991 de l'Union des forces démocratiques (UFD) dont il est le président. Il forme un cabinet de coalition avec le Mouvement des droits et des libertés (MDL). Il lance une politique  « de choc » afin de restructurer et dynamiser l'économie bulgare : privatisation des entreprises d'état, investissements à l'étranger, restitution des biens nationalisés, réforme fiscale.
Le 20 décembre 1991, il signe un traité de coopération, de sécurité et d'amitié avec la Turquie. Sa radicale réforme économique qui lèse une partie importante de la population entraîne des tensions entre le gouvernement et le MDL proche de la Confédération du travail Podkrepa. Dimitrov se résout à démissionner et à proposer à l'assemblée le 20 mai 1992 la formation d'un nouveau cabinet sur la base d'une alliance UFD/MDL.
Le 16 janvier 1992, son cabinet reconnait l'indépendance de la Macédoine. En septembre 1992, une affaire de contrat d'armement avec la République de Macédoine alors sous embargo de l'ONU est révélée au grand jour. Il réclame un vote de confiance au parlement. Son gouvernement recueille 111 votes contre 120. Il démissionne le 28 octobre 1992.

## Source bibliographique
- Raymond Detrez Historical dictionary of Bulgaria éd. Rowman & Littlefield 2015 p. 160  (ISBN 978-1-4422-4179-4)